# Gromada Doręgowice
Gromada Doręgowice war eine Verwaltungseinheit in der Volksrepublik Polen zwischen 1954 und 1961. Verwaltet wurde die Gromada vom Gromadzka Rada Narodowa dessen Sitz sich in Doręgowice befand und der aus 23 Mitgliedern bestand.

Die Gromada Doręgowice gehörte zum Powiat Chojnicki in der Woiwodschaft Bydgoszcz und bestand aus den ehemaligen Gromadas Zamarte, Doręgowice, Jerzmionki, Niwy, Nowawieś und Moszczenica aus der aufgelösten Gmina Chojnice.

Zum 31. Dezember 1961 wurde die Gromada Doręgowice aufgelöst, die Dörfer Doręgowice, Jerzmionki, Zamarte, Kamionka, Niwy, Katarzyniec und Nowa Wieś wurden der Gromada Ogorzeliny angegliedert, das Dorf Moszczenica kam zur Gromada Charzykowy.